# Тринити (опит)
Вижте пояснителната страница за други значения на Тринити.
„Тринити“ (на английски: Trinity) е кодовото име на първия в света ядрен опит, извършен от САЩ на 16 юли 1945 г. на 48 километра югоизточно от Сокоро, Ню Мексико, на място, където днес е ракетен полигон „Уайт Сендс“.
Изпробваното устройство е плутониево, от имплозивен тип, същото като това, пуснато по-късно над Нагасаки в Япония. Бомбата е сглобена на върха на 20-метрова стоманена кула. Експлозията е с мощност 20 килотона тротилов еквивалент.
Взривяването на бомбата „Тринити“ било етап от проекта „Манхатън“ на Съединените щати.
Аналог на „Тринити“ е бомбата „Дебелака“, взривена в Нагасаки, Япония.